# Diaporthales

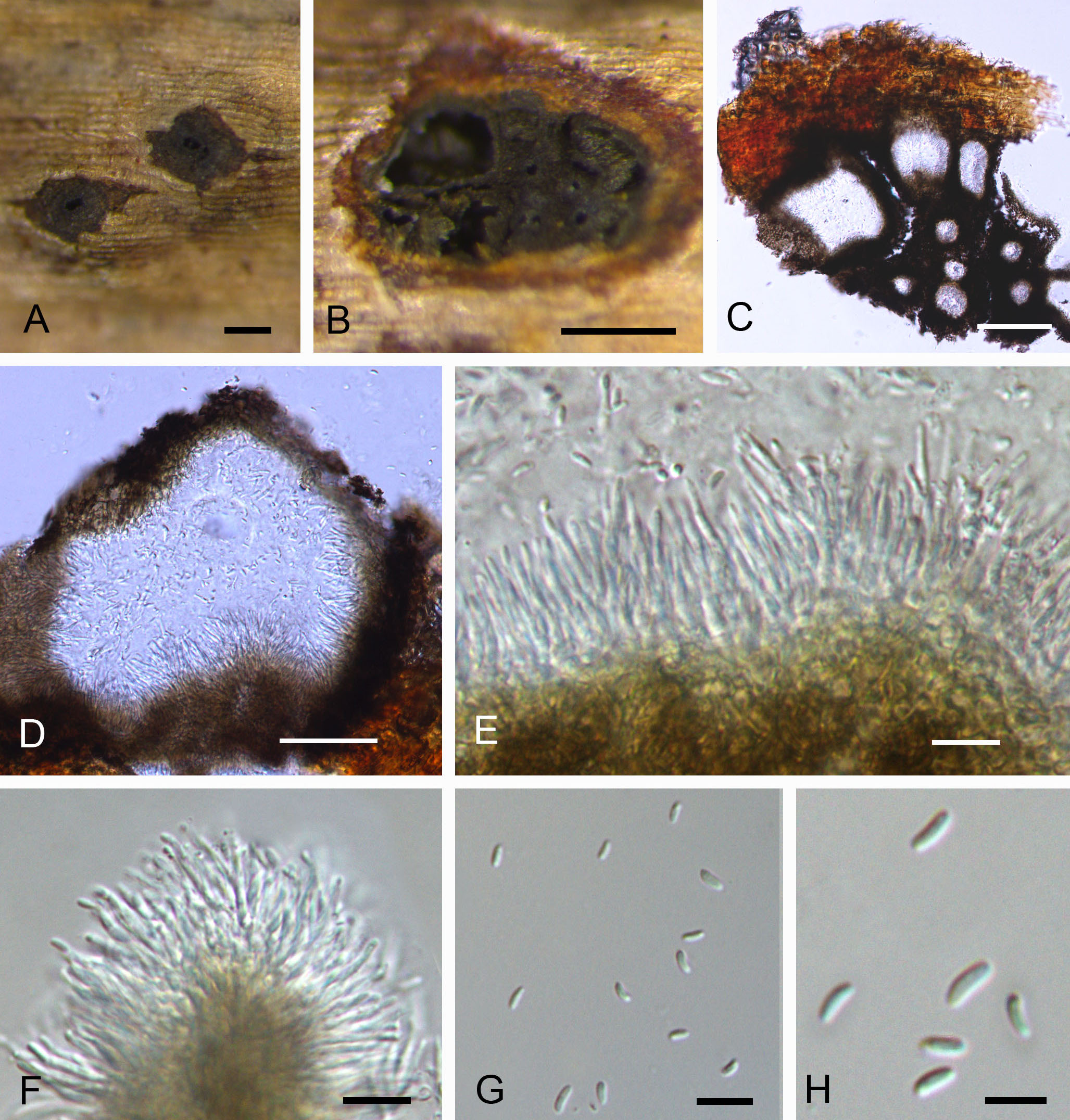
Cytospora rhizophorae. A,B – konidiomy C,D. – poprzeczne przekroje konidiomów, E,F. – konidiofory, G,H – konidia. Skala:: A,B = 200 μm, C = 100 μm, D = 50 μm, E,G = 10 μm, H = 5 μm

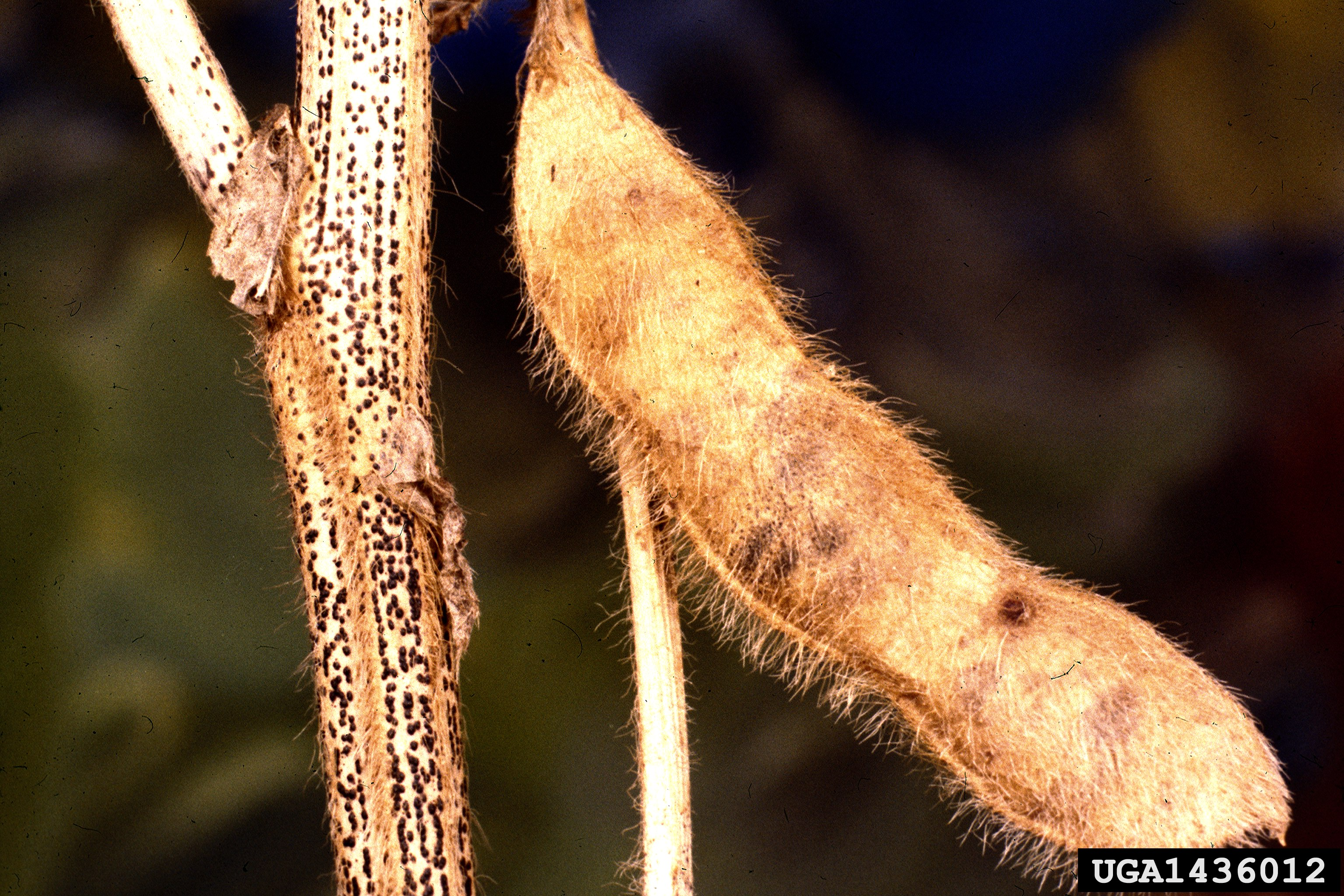
Phomopsis phaseoli na soi

Diaporthales Nannf. – rząd grzybów z klasy Sordariomycetes.

## Charakterystyka
Saprotrofy i pasożyty roślin, gatunki o dużym znaczeniu w fitopatologii leśnej. Często rozwijają się na pędach, korze i drewnie drzew, przyjmując formę wybrzuszeń, brodawek lub krótkich sztyletowatych narośli. Perytecja małe, o kształcie kolbowatym z długimi szyjkami, barwie od ciemnobrunatnej do czarnej. Często wyrastają na tym samym miejscu co anamorfy – koliście wokół wcześniej tam istniejącego pyknidium. Są zagłębione w podkładkach lub pseudopodkładkach w postaci ściśle upakowanych, kulistych zespołów. W zespołach tych szyjki perytecjów ułożone są równolegle lub nieco ukośnie w ten sposób, że wszystkie ujścia znajdują się w wystającej ponad perytecjum brodawce lub tarczce (egzotecjum). Worki prototunikowe, zazwyczaj grubościenne, cylindryczne, wrzecionowate lub maczugowate, początkowo tworzące pęczki na dnie perytecjum. Po dojrzeniu odrywają się od strzępek i tkwią luźno rozrzucone w perytecjum. Rozsiewane są za pomocą nieamyloidalnego i silnie załamującego światło aparatu apikalnego mającego postać pierścienia. Pod mikroskopem jest widoczny jako dwie świecące, eliptyczne plamki, czasami jednak jest mało widoczny. W dojrzałych perytecjach brak wstawek.

## Systematyka i nazewnictwo
Pozycja w klasyfikacji według Index Fungorum
Diaporthomycetidae, Sordariomycetes, Pezizomycotina, Ascomycota, Fungi.
Taksonomia
Według aktualizowanej klasyfikacji Index Fungorum bazującej na Dictionary of the Fungi do rzędu tego należą:
- rodzina Acrodictyaceae J.W. Xia & X.G. Zhang 2017
- rodzina Apiosporopsidaceae Senan., Maharachch. & K.D. Hyde 2017
- rodzina Apoharknessiaceae Senan., Maharachch. & K.D. Hyde 2017
- rodzina Asterosporiaceae Senan., Maharachch. & K.D. Hyde 2017
- rodzina Auratiopycnidiellaceae Senan., Maharachch. & K.D. Hyde 2017
- rodzina Coryneaceae Corda 1839
- rodzina Cryphonectriaceae Gryzenh. & M.J. Wingf. 2006
- rodzina Diaporthaceae Höhn. ex Wehm. 1926
- rodzina Diaporthosporellaceae C.M. Tian & Q. Yang 2018
- rodzina Diaporthostomataceae X.L. Fan & C.M. Tian 2018
- rodzina Dwiroopaceae K.V. Xavier, A.N. KC, J.Z. Groenew., Vallad & Crous 2019
- rodzina Erythrogloeaceae Senan., Maharachch. & K.D. Hyde 2017
- rodzina Foliocryphiaceae C.M. Tian, N. Jiang & Crous 2020
- rodzina Gnomoniaceae G. Winter 1886
- rodzina Harknessiaceae Crous 2012
- rodzina Juglanconidaceae Voglmayr & Jaklitsch 2017
- rodzina Lamproconiaceae C. Norphanphoun, T.C. Wen & K.D. Hyde 2016
- rodzina Macrohilaceae Crous 2015
- rodzina Mastigosporellaceae C.M. Tian, N. Jiang & Crous 2020
- rodzina Melanconidaceae G. Winter 1886
- rodzina Melanconiellaceae Senan., Maharachch. & K.D. Hyde 2017
- rodzina Melanosporellaceae C.M. Tian & Z. Du 2017
- rodzina Phaeoappendicosporaceae Crous & M.J. Wingf. 2019
- rodzina Phaeochorellaceae Guterres, Galvão-Elias & Dianese 2019
- rodzina Prosopidicolaceae Senan. & K.D. Hyde 2017
- rodzina Pseudomelanconidaceae C.M. Tian & X.L. Fan 2018
- rodzina Pseudoplagiostomataceae Cheew., M.J. Wingf. & Crous 2010
- rodzina Pyrisporaceae C.M. Tian & N. Jiang 2021
- rodzina Schizoparmaceae Rossman, D.F. Farr & Castl. 2007
- rodzina Sydowiellaceae Lar.N. Vassiljeva 1987
- rodzina Synnemasporellaceae X.L. Fan & J.D.P. Bezerra 2018
- rodzina Tubakiaceae U. Braun, J.Z. Groenew. & Crous 2018
- rodzina Valsaceae Tul. & C. Tul. 1861
- rodzina Incertae sedis
  - liczne rodzaje incertae sedis[2].

Nazwy naukowe na podstawie Index Fungorum.